# Utetes richmondi
Utetes richmondi är en stekelart som först beskrevs av Charles Joseph Gahan 1919.  Utetes richmondi ingår i släktet Utetes och familjen bracksteklar. Inga underarter finns listade i Catalogue of Life.